# Megalancosaurus preonensis
Il megalancosauro (Megalancosaurus preonensis) è un bizzarro rettile appartenente al gruppo dei simiosauri, dalle incerte affinità. I suoi resti sono stati rinvenuti in Italia settentrionale, in Val Preone, nei pressi di Udine, in strati risalenti al Triassico superiore (circa 215 milioni di anni fa).

## Specializzazioni arboricole
Questo animale, lungo circa 25 centimetri, possedeva una serie di specializzazioni uniche per uno stile di vita arboricolo. La testa del megalancosauro era piccola e simile a quella di un uccello, ed era posta al termine di un lungo collo flessibile. Nella zona delle scapole, le vertebre cervicali e quelle dorsali formavano una sorta di gobba, che con ogni probabilità serviva ad ancorare i potenti muscoli del dorso. Le zampe anteriori del megalancosauro terminavano in “mani” dotate di cinque dita; le tre più interne erano opposte alle altre due, in modo da creare una forte “pinza” grazie alla quale questo animale poteva afferrarsi ai rami degli alberi. Analogamente, le zampe posteriori erano fornite di un “pollice” opponibile. La coda era lunga, muscolosa e prensile, e forniva al megalancosauro un ulteriore mezzo per i suoi spostamenti arborei.

## L'antenato degli pterosauri?

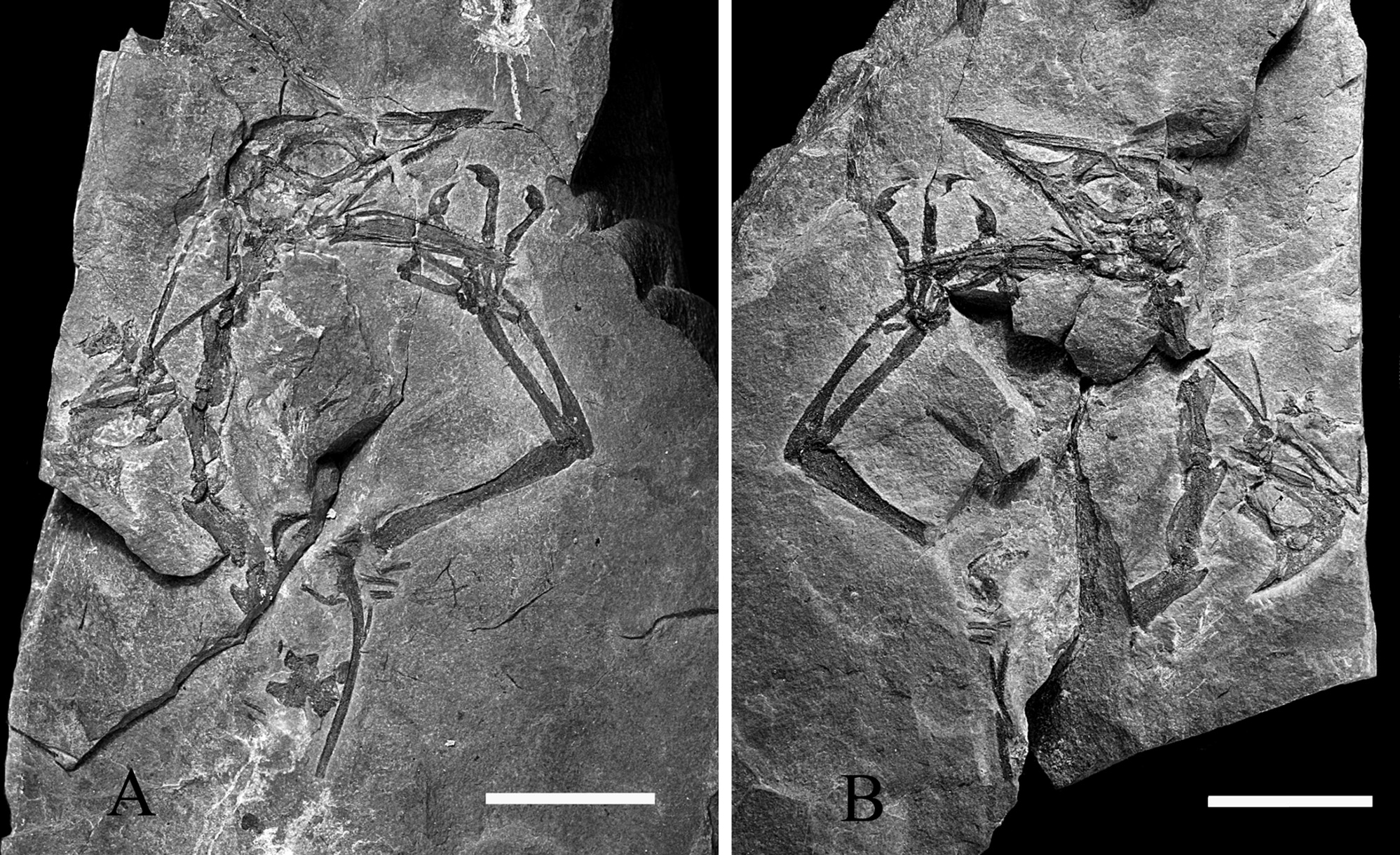
Olotipo di Megalancosaurus preonensis

Una recente descrizione del cranio di un megalancosauro, studiato da Silvio Renesto e Fabio Marco Dalla Vecchia, mostra che questo animale possedeva una testa molto simile a quella di un uccello o di uno pterosauro, con un becco munito di denti sottili. Paragonato a quello di uno pterosauro, pero, il cranio del megalancosauro era sprovvisto di una caratteristica fondamentale, la finestra anteorbitale, posta tra le narici e gli occhi, e che probabilmente negli pterosauri ospitava un qualche tipo di condotto aereo. Le similitudini tra il megalancosauro e gli pterosauri potrebbero essere solo frutto di convergenza evolutiva (data dal medesimo ambiente in cui vivevano).